# 井草遺跡
井草遺跡（いぐさいせき）は、東京都杉並区上井草4丁目13番31号の、井草川（暗渠化）流域の台地上にある、旧石器時代から江戸時代にかけての複合遺跡。
杉並区内で唯一の標式遺跡である。1940年（昭和15年）の発掘調査で縄文土器が出土し、「井草式土器」と命名された。

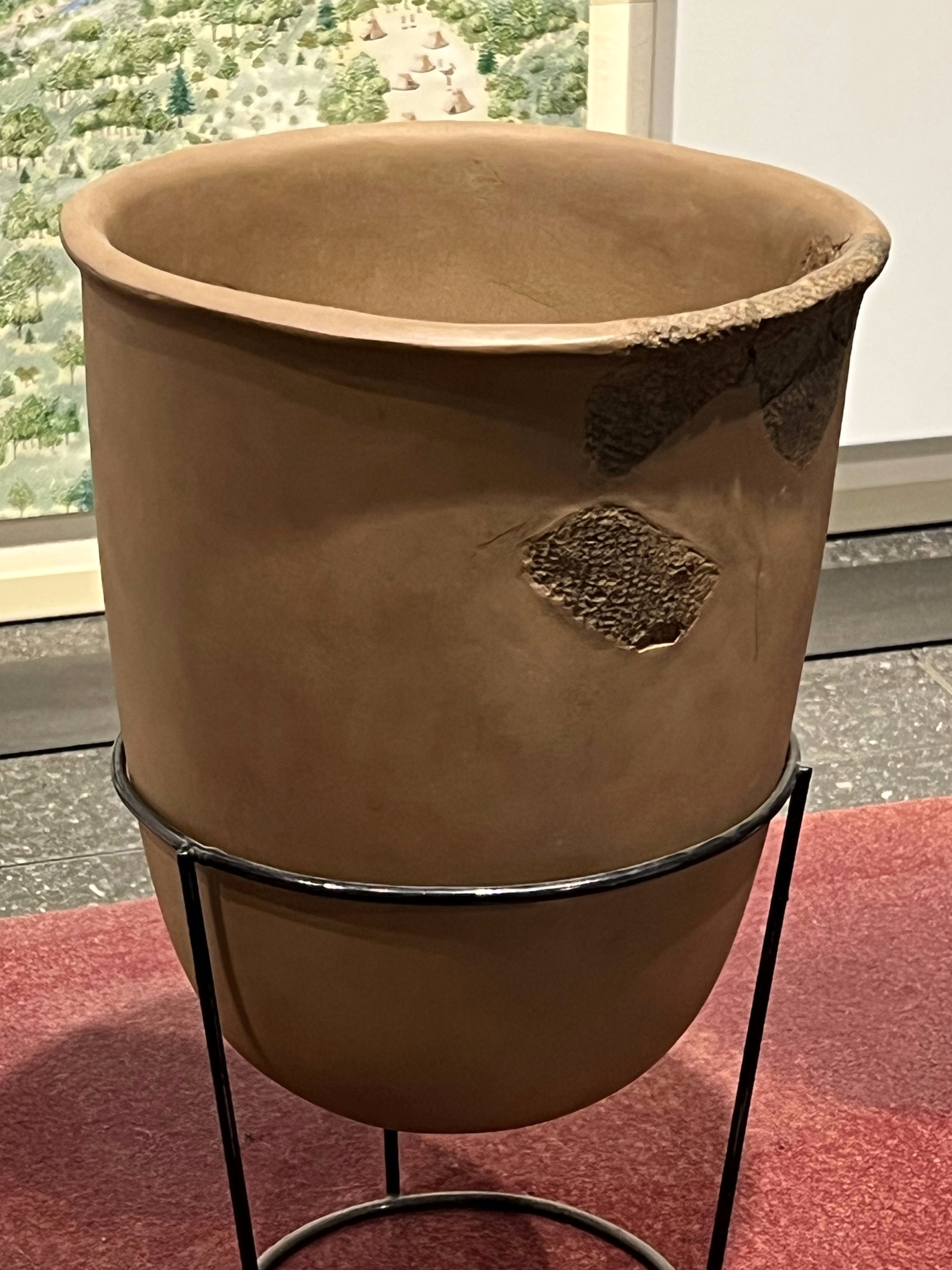
井草式土器（複製）